# Lijst van personages uit Thuis
Dit is een lijst van de belangrijkste personages uit Thuis, de Belgische soap die sinds 1995 wordt uitgezonden op Eén/VRT 1. Personages in vet speelden anno 2025 mee.

## A
| Personage                | Acteur              | Periode                                               | Afleveringen                                | Reden verdwijning                                         |
| ------------------------ | ------------------- | ----------------------------------------------------- | ------------------------------------------- | --------------------------------------------------------- |
| † Abel Nauwelaers        | Bas Van Weert       | 2023-2024                                             | 5559-5683                                   | Overleden na een duw van Vince                            |
| Adam Amary               | Jasper Heyman       | 2024-2025                                             | 5715-5869                                   | Relatiebreuk met Niels                                    |
| † Adil Bakkal            | Nawfel Bardad-Daidj | 2013-2025                                             | 3444-5824                                   | Overleden aan een inwendige bloeding                      |
| Adina                    | Désirée Viola       | 2018                                                  | Enkel te zien in Secrets                    | Einde Secrets                                             |
| Agnes Raemaekers-Vervust | Annemarie Picard    | 1996                                                  | 48-86                                       | Verhuisd naar Frankrijk met Leon                          |
| Aïsha Fawzi              | Maya Albert         | 2003-2008, 2019                                       | 1442-2395, 4713-4719                        | Verblijft in Marokko                                      |
| † Alex Walters           | Guy Van Sande       | 2003                                                  | 1340-1500, 1530, 1546-1556                  | Vermoord door Claire                                      |
| † Alexander Cosyns       | Erik Goossens       | 2022-2023                                             | 5247-5450, 5475 (flashback)                 | Vermoord door Marianne                                    |
| Amber Van Gistel         | Eline De Munck      | 2007-2008                                             | 2212-2344                                   | Verdwenen na vete met Kasper                              |
| Amelie Cosyns            | Lore Goeyvaerts     | 2023-2024                                             | 5544-5685                                   | Uit beeld verdwenen na de rechtszaak van Marianne         |
| Andreas Giebens          | Pepijn Huysman      | 2025-heden                                            | 5823-heden                                  |                                                           |
| † André Versteven        | Paul Ricour         | 2011-2015                                             | 2914-3858                                   | Gestorven in rusthuis Winterlicht                         |
| Anna Greveling           | Evelien Van Hamme   | 2024-heden                                            | 5705-heden                                  |                                                           |
| Annelies                 | Lena Van Deynze     | 2025                                                  | 5772-5776                                   | Uit beeld verdwenen                                       |
| Annette Addo             | Berthe Tanwo Njole  | 2024                                                  | 5658, 5685-5700                             | Uit beeld verdwenen                                       |
| Angèle Backx             | Lut Hannes          | 1998-1999, 2003-2006, 2015-2018, 2019-2023            | 622-703, 1700-2043, 3760-4374, 4606-5515    | Aan de slag gegaan als barista op een cruiseschip         |
| Ann De Decker            | Monika Van Lierde   | 1995-1996, 1996-1997, 1997-1998, 2001-2006, 2006-2020 | 1-58, 95-255, 292-394, 1060-1920, 2036-4874 | Nadat ze Xander doodde, vertrok ze naar Kaapverdië        |
| Anouck Bergsma           | Maike Boerdam       | 2022                                                  | 5215-5216                                   | Uit beeld verdwenen                                       |
| Antoine                  | Christophe Stienlet | 2000                                                  | 864-886                                     | Ontslagen door Rosa uit haar kapperszaak                  |
| Arjan Naegels            | Jonathan Lambrechts | 2023                                                  | 5467-5468?                                  | Uit beeld verdwenen                                       |
| Arne Guns                | Michiel De Meyer    | 2016-2019                                             | 3947-4175, 4214-4303, 4349-4501, 4549       | Een nieuw leven begonnen in Zwitserland                   |
| Arno Dandrea             | Ernst Löw           | 2004-2005                                             | 1651-1828                                   | Aan de deur gezet door Martine                            |
| Artemis Janssens         | Rizlane Omarhi      | 2024-2025                                             | 5752-5794                                   | Uit beeld verdwenen na overplaatsing naar vast pleeggezin |
| Arthur Verbeeck          | Nand Buyl           | 2005-2006                                             | 1860-1940                                   | Gaan samenwonen met Jetteke op een serviceflat            |
| Axel Verstraeten         | Robert de la Haye   | 2011-2012                                             | 3058-3110                                   | Opgepakt door de politie na stalking van Peggy            |

## B
| Personage                   | Acteur             | Periode                                            | Afleveringen                                                             | Reden verdwijning |
| --------------------------- | ------------------ | -------------------------------------------------- | ------------------------------------------------------------------------ | --- |
| Barbara Vinck               | Mieke Laureys      | 2009-2010                                          | 2611-2753                                                                | Verdwenen na breuk met Ann                                                                                           |
| Bart Govers                 | Pieter Genard      | 1998-1999                                          | 461-655                                                                  | Vloog de gevangenis in                                                                                               |
| Beata Kosinski              | Ann Van den Broeck | 2002, 2004-2005, 2017, 2018                        | 1184-1239, 1715-1724, 4136, 4455-4456, 4502                              | Keerde terug naar Polen.                                                                                             |
| Ben De Witte                | Hans Royaards      | 2002                                               | 1193-1277                                                                | Uit beeld verdwenen na een mislukte aanval op Luc                                                                    |
| Bennie De Taeye             | Mark Tijsmans      | 1995-1998, 2016, 2018                              | 1-315, 480-482, 641-655, 4009-4030, 4484                                 | Naar Portugal verhuisd                                                                                               |
| † Bernard                   | Marc Lauwrys       | 1999-2000                                          | 793-809                                                                  | Onder een auto gesprongen                                                                                            |
| Betty Van Ginderen          | Nora Tilley        | 2005-2006                                          | 1870-2024                                                                | Gevlucht met Jacques                                                                                                 |
| † Bianca Bomans             | Merel De Vilder    | 1995-1999, 2000, 2003, 2006, 2009-2011, 2015, 2016 | 1-57, 125-725, 828-838, 1405, 2034-2040, 2551-2990, 3810-3815, 4008-4025 | Terug vertrokken naar Marokko en daar later omgekomen als gevolg van een auto-ongeluk                                |
| † Bill De Witte             | Günter Samson      | 2018-2019                                          | 4494-4598, 4627-4658                                                     | Aangereden door een trein omdat hij zijn zoon wou redden van de sporen en later overleden aan zijn verwondingen      |
| Bob Sleeckx                 | Christophe Haddad  | 2015-2024                                          | 3845-5629                                                                | Op de vlucht geslagen samen met Leo en Polly. In 5626, 5627 en 5629 nog even te zien met flashback- en videobeelden. |
| Bonnie                      | Goele Derick       | 2006                                               | 1964-2060                                                                | Gearresteerd |
| Bram Schepers               | Bert Verbeke       | 2009-2014                                          | 2642-3578                                                                | Verhuisd naar Zuid-Frankrijk                                                                                         |
| Britney 'Britt' Van Notegem | Apollonia Sterckx  | 2018-heden                                         | 4448-heden                                                               | |
| Britney 'Britt' Van Notegem | Diverse kinderen   | 2006-2018                                          | 2025-4442                                                                | Vervangen door een vaste acteur                                                                                      |
| † Bruno Moreels             | Aron Wade          | 2009-2010                                          | 2528-2682, 2711-2740                                                     | Om het leven gekomen bij ongeval op de werf van Sanitechniek (in een liftkoker gevallen)                             |

## C
| Personage             | Acteur              | Periode                | Afleveringen                                | Reden verdwijning |
| --------------------- | ------------------- | ---------------------- | ------------------------------------------- | --- |
| Carlos Dille          | Tim Ost             | 2025                   | 5784-?                                      | Uit beeld verdwenen |
| Carolien Jacobs       | Katrien Vandendries | 1996-1998              | 20-73, 110-185, 266-365                     | Na relatiebreuk met Werner vertrokken |
| Cédric Barry          | Klaas Duyck         | 2023-heden             | 5514-heden                                  | |
| Cédric Diaz           | Thijs Antonneau     | 2018                   | 4417-4424, Secrets                          | Einde Secrets |
| Chantal Clerckx       | Karlijn Sileghem    | 2019-2021              | 4718-4763, 4797-4800, 4845-4889, 4939       | Uit beeld verdwenen |
| Charité Doumbia       | Aïssatou Diop       | 2015-2017, 2018        | 3840-4255, 4296, 4346-4415                  | Verhuisd naar Zuid-Frankrijk |
| Charles Bastiaens     | Leo Madder          | 1996-1997              | 101-155, 199-255, 292-341                   | Teruggekeerd naar Belize |
| Chiara Giampicollo    | Elisabeth Puglia    | 2017                   | 4165-4196                                   | Met Ruben vertrokken naar Stanford |
| † Chris Geerinckx     | Danny Timmermans    | 2021-2022, 2023        | 5098-5255, 5415-5432, Tim undercover (stem) | Overleden na dodelijke injectie |
| Christine Leysen      | Daphne Paelinck     | 2018-2019, 2020-heden  | 4464-4477, 4522-4674, 4814-heden            | |
| Claire Bastiaens      | Chris Thys          | 1997, 2008, 2024, 2025 | 219-228, 2395-2450, 5684-5689, 5833, 5887   | Gaan samen wonen met Marianne |
| † Claire Boons        | Ingrid De Vos       | 2003                   | 1433-1434, 1475-1546                        | Zelfmoord gepleegd |
| Clio Moeyaerts        | Diverse kinderen    | 1997-1999              | 395-600                                     | Samen met Harry naar het buitenland gevlucht |
| Cody                  | Niels Destadsbader  | 2025-heden             | 5913-heden                                  | |
| † Çois Pelckmans      | Steph Goossens      | 1997-2010              | 284-2895                                    | Moest halsoverkop naar zijn moeder in Spanje. Na enkele weken beslist Cois in Spanje te blijven, omwille van zijn oude liefde Angèle. Later vermoord door Julia. |
| Constant De Schrijver | Oswald Versyp       | 2004-2005              | 1547-1771, 1821-1855                        | Gevlucht naar buitenland met veel geld |

## D
| Personage             | Acteur               | Periode                     | Afleveringen                                          | Reden verdwijning                                      |
| --------------------- | -------------------- | --------------------------- | ----------------------------------------------------- | ------------------------------------------------------ |
| Daisy Vandenkerckhove | Daisy Thys           | 2006-2008                   | 2044-2379, 2415-2483                                  | Uit beeld verdwenen toen Fit & Fun verkocht werd       |
| † Danny Stevens       | Wouter Vermeiren     | 2012-2014, 2015             | 3207-3234, 3273-3295, 3330-3615, 3860-3872            | Zelfmoord gepleegd in zijn cel                         |
| David Magiels         | Bob De Moor          | 2012, 2014-2015, 2017, 2018 | 3157-3255, 3676-3684, 4176-4184, 4351-4352, 4451-4452 | Terug naar Kaapverdië                                  |
| Davy                  | Elias Vandenbroucke  | 2018                        | Enkel te zien in Secrets                              | Einde Secrets                                          |
| Dieter Van Aert       | Raf Jansen           | 2014-heden                  | 3607-3693, 3802-heden                                 |                                                        |
| Dirk Van Baelen       | Bert Cosemans        | 2000-2001                   | 882-1000                                              | Gevlucht naar Zuid-Afrika                              |
| Dirk Vermeersch       | Ron Cornet           | 2022, 2022-2023             | 5194-5213, 5273-5515                                  | Uit beeld verdwenen nadat hij Angèle aan een job hielp |
| Dominique Vertongen   | Andrea Croonenberghs | 2011                        | 2923-2965                                             | Vertrok samen met haar dochter Nina Oostvoghels        |
| Dorien De Backer      | Tineke Caels         | 2006-2009                   | 2053-2589                                             | Vertrokken met Sam naar Lanzarote                      |
| Dré Van Goethem       | Nolle Versyp         | 1997-2005                   | 299-1780                                              | Verhuisd naar Zuid-Frankrijk                           |
| Dries Van Aken        | Yemi Oduwale         | 2018-2024                   | 4435-5743                                             | Verhuisd met Tamara                                    |

## E
| Personage        | Acteur            | Periode                                     | Afleveringen                                                                                       | Reden verdwijning                                     |
| ---------------- | ----------------- | ------------------------------------------- | -------------------------------------------------------------------------------------------------- | ----------------------------------------------------- |
| † Eddy           | Bart Dauwe        | 2001                                        | 1075-1095                                                                                          | Vermoord door Ferre                                   |
| Eddy Van Notegem | Daan Hugaert      | 2003-2010, 2012-heden                       | 1467-1475, 1602-1670, 1705-1715, 1879-1922, 1953-2186, 2220-2269, 2371-2807, 2890, 3110-heden      |                                                       |
| Eline Eelen      | Inke Trekker      | 2010                                        | 2819-2867                                                                                          | Verdween uit beeld na breuk met Franky                |
| † Elke Rottiers  | Ellen Van de Poel | 2022                                        | 5327-5329                                                                                          | Gestorven aan levercirrose                            |
| Elke Vervust     | Veerle Luts       | 1996                                        | 20-90                                                                                              | Uit beeld verdwenen                                   |
| Ellen Blomaert   | Gerdy Swennen     | 2012-2014, 2016                             | 3123-3178, 3208-3238, 3287, 3317-3322, 3369-3377, 3423-3424, 3508-3512, 3566-3580, 3934-3960, 4002 | Naar haar werk in Amsterdam vertrokken                |
| Els Vervloet     | Marilou Mermans   | 2009-2010, 2019-2020                        | 2690-2725, 4703-4820                                                                               | Uit beeld verdwenen                                   |
| Emma Van Damme   | Elise Roels       | 2012-2014, 2015-2019, 2020-2021, 2024-heden | 3266-3650, 3744-4675, 4758-5050, 5561-heden, Secrets                                               |                                                       |
| Eric Bastiaens   | Kurt Defrancq     | 2002-2009                                   | 1275-2590                                                                                          | Vertrokken op wereldreis met Martine                  |
| Erna De Wolf     | Gerda Marchand    | 1999-2001                                   | 682-1045                                                                                           | Uit beeld verdwenen                                   |
| Eva Verbist      | Nathalie Wijnants | 1997-2007                                   | 337-1045, 1186-1825, 1950-2295                                                                     | Verhuisd naar Zuid-Afrika met Werner                  |
| Eve Cosyns       | Yente Goeyvaerts  | 2023-2024                                   | 5544-5680                                                                                          | Gearresteerd na de schietpartij in het justitiepaleis |

## F
| Personage                         | Acteur                                | Periode                                             | Afleveringen                                                                             | Reden verdwijning |
| --------------------------------- | ------------------------------------- | --------------------------------------------------- | ---------------------------------------------------------------------------------------- | --- |
| Fabian Janssens                   | Wouter De Clerck                      | 2025                                                | 5774-5786                                                                                | Uit beeld verdwenen nadat hij Artemis uit huis zette                                                                   |
| Febe Pauwels                      | Renée Van Cauwenberghe                | 2022-2025                                           | 5294-5550, 5582-5583, 5691-5692, 5877, 5892-5893                                         | Verhuisd naar de buurt van Ilias' revalidatiecentrum. Nadien sporadisch in beeld.                                      |
| Felicienne Lejeune                | Doris Van Caneghem                    | 1995-2002                                           | 1-622, 659-999, 1038-1081, 1127-1235                                                     | Met pensioen gegaan |
| Felix Sterckens                   | Freek De Craecker                     | 2023                                                | 5496-5507                                                                                | Uit beeld verdwenen nadat Ilias werd vrijgelaten                                                                       |
| Femke De Grote                    | Vanya Wellens                         | 2002-2010, 2011-2013, 2014-heden                    | 1286-1327, 1376-1379, 1418-2805, 2905-3405, 3506-heden                                   | |
| † Fernand Verbist                 | Chris Cauwenberghs                    | 1995, 1996, 1997-2000                               | 2-3, 51-61, 94-154, 184-190, 221-226, 280-851                                            | Omgekomen in een brand in de kelder aangestoken door Pierre                                                            |
| † Ferre                           | Koen Monserez                         | 2001                                                | 1087-1106                                                                                | Vermoord door Jean-Pierre                                                                                              |
| † Fien Roels                      | Lotte Lesage                          | 2011                                                | 2926-3040                                                                                | Gewurgd door Guy |
| Filip Lamote                      | Koen Monserez                         | 2009-2010                                           | 2673-2780                                                                                | Verdwenen na breuk met Katrien                                                                                         |
| Floris                            | Brecht De Groot                       | 2018-2019                                           | 4417-4564, Secrets                                                                       | Verdwenen na breuk met Emma                                                                                            |
| † Florke Bomans                   | Ann Petersen                          | 1996-2003                                           | 32-1562                                                                                  | Overleden bij haar zus                                                                                                 |
| Fons Vertommen                    | Hugo Danckaert                        | 1995, 1996, 1998, 1999, 2001, 2001-2002, 2003, 2004 | 3-4, 133, 367-388, 488-497, 548-549, 609-611, 1076-1083, 1130-1202, 1422-1428, 1641-1647 | Uit beeld verdwenen |
| François Chevalier                | Rudy Morren                           | 1997                                                | 247-291, 345-348                                                                         | Naar het buitenland vertrokken                                                                                         |
| Frank Bomans                      | Pol Goossen                           | 1995-heden                                          | 1-heden                                                                                  | |
| Franky Bomans (later Kaat Bomans) | Jef Hoogmartens                       | 2015                                                | 3807-3810                                                                                | Weer naar Amerika vertrokken, keerde in aflevering 3923 terug als transvrouw Kaat Bomans, gespeeld door Leen Dendievel |
| Franky Bomans (later Kaat Bomans) | Jef Hoogmartens                       | 2011-2013                                           | 3001-3441                                                                                | Vertrokken op huwelijksreis naar Amerika voor 6 maanden met Tibo                                                       |
| Franky Bomans (later Kaat Bomans) | Braam Verreth                         | 2009-2011                                           | 2611-3000                                                                                | (Vervangen door andere acteur)                                                                                         |
| Franky Bomans (later Kaat Bomans) | Josip Koninckx                        | 2003-2009                                           | 1468-2610                                                                                | Uit beeld verdwenen, later keerde Franky terug als andere acteur en ouder personage                                    |
| Franky Bomans (later Kaat Bomans) | Diverse kinderen, waaronder Britt Das | 1998-2003                                           | 491-1467                                                                                 | (Vervangen door vaste acteur)                                                                                          |
| † Freddie Colpaert                | Bart Dauwe                            | 2009, 2011                                          | 2621-2663, 2934-3000                                                                     | Brak nek na val (geduwd door Luc)                                                                                      |
| † Frederieke Verstraeten          | Eva Vanduren                          | 2019-2020                                           | 4736-4752                                                                                | Om het leven gekomen door slechte val bij schermutseling met Jasper                                                    |
| Frederique Wouters                | Kurt Van den Driessche                | 1996-2000                                           | 236-805                                                                                  | Vertrokken na stalking van Eva                                                                                         |
| Freek                             | Sigi Van Roy                          | 2025                                                | 5829-5846                                                                                | Uit beeld verdwenen nadat Robin uit de instelling mocht.                                                               |

## G
| Personage          | Acteur               | Periode   | Afleveringen         | Reden verdwijning                                       |
| ------------------ | -------------------- | --------- | -------------------- | ------------------------------------------------------- |
| Gaby Fontaine      | Aaron De Groeve      | 2023-2024 | 5412-5610            | Uit beeld verdwenen na de overdosis van Silke           |
| Gaston Vercammen   | Paul-Emile Van Royen | 1998-1999 | 607-724              | Terug naar Spanje verhuisd naar Angèle                  |
| † Geert Smeekens   | Peter Rouffaer       | 2006-2015 | 1921-3811            | Per ongeluk neergestoken door Hélène                    |
| Gène               | Tim Van Hoecke       | 2025      | 5849-5854            |                                                         |
| Gerda Thys         | Wanda Joosten        | 2022-2023 | 5250-5523            | Uit beeld verdwenen                                     |
| Gerda Van De Wiele | Anne Mie Gils        | 1997      | 214-231              | Ging terug naar haar eigen huis                         |
| † Gino             | Wouter Van Lierde    | 2001      | 1087-1105            | Vermoord door Ferre                                     |
| Greet Van de Vyver | Veerle Eyckermans    | 2024      | 5616-5617            | Uit beeld verdwenen                                     |
| Gregory            | Andres Doise         | 2024      | 5639-5679            | Buiten beeld opgepakt door de politie                   |
| Guy De Herdt       | Erik Goris           | 2011-2012 | 3001-3103, 3144-3240 | Vloog de gevangenis in na gijzeling ten huize Bastiaens |

## H
| Personage         | Acteur             | Periode         | Afleveringen         | Reden verdwijning                                                                                   |
| ----------------- | ------------------ | --------------- | -------------------- | --------------------------------------------------------------------------------------------------- |
| Hannah            | Miek Van Bocxtaele | 1996            | 7-43                 | Relatiebreuk met Tom                                                                                |
| Hannah Cremers    | Léonore Mol        | 2022-heden      | 5255-heden           | |
| Hannah Cremers    | Diverse kinderen   | 2015-2022       | 3895-heden           | (Vervangen door vaste actrice)                                                                      |
| Hanne Goris       | Lauren Müller      | 2009            | 2643-2660            | Relatiebreuk met Franky                                                                             |
| Harry Moeyaerts   | Karel Vingerhoets  | 1996-1999       | 47-600               | Samen met Clio naar het buitenland gevlucht                                                         |
| † Harry Peeters   | Stan Van Samang    | 2020-2023       | 4923-5432            | Doodgeschoten door Chris                                                                            |
| † Hélène Symons   | Camilia Blereau    | 2014-2016       | 3566-3834, 3890-4025 | Vermoord door William                                                                               |
| † Herman Schepers | Jos Dom            | 2009-2010, 2011 | 2653-2800, 3004      | Gestorven aan hersenbloeding t.g.v hersentumor. Verschijnt nadien nog even in een flits in ep. 3004 |
| Hilde             | Circé Lethem       | 2018            | Enkel in Secrets     | Einde Secrets                                                                                       |

## I
| Personage         | Acteur            | Periode                           | Afleveringen                                                | Reden verdwijning                                                       |
| ----------------- | ----------------- | --------------------------------- | ----------------------------------------------------------- | ----------------------------------------------------------------------- |
| Ilias Pauwels     | Bram Spooren      | 2021-2023                         | 5052-5550                                                   | Verhuisd naar een revalidatiecentrum                                    |
| Inge Verheyen     | Kim Nelis         | 2008                              | 2398-2416                                                   | Terug vertrokken naar Parijs                                            |
| † Ingrid Michiels | Ann Hendrickx     | 1996-1998                         | 47-352, 392-422, 449-535                                    | Gestorven in auto-ongeval                                               |
| Inspecteur Monard | Frank Dingenen    | 2006-2007                         | 1994-2270                                                   | Uit beeld verdwenen                                                     |
| Inspecteur Stoop  | Luc Van Duyse     | 2012-2013, 2019                   | 3095-3100, 3270-3275, 3401-3413, 4619-4624                  | Verdwenen na huiszoeking bij Rosa en Kobe                               |
| Isabelle Vinck    | Pascale Bal       | 2000-2002, 2003-2004              | 781-1305, 1375-1390, 1486-1534, 1560, 1589-1626             | Opgepakt door de politie                                                |
| Ivo Courtois      | Leslie De Gruyter | 2012, 2012-2013, 2013, 2014, 2017 | 3181-3185, 3222, 3270-3300, 3341-3391, 3500-3520, 4189-4225 | Uit beeld verdwenen na uitspraak in rechtszaak over hoederecht Sandrine |
| Ivo Courtois      | Geert Dauwe       | 2012                              | 3107-3109                                                   | Vervangen door een andere acteur                                        |

## J
| Personage             | Acteur               | Periode                          | Afleveringen                                                     | Reden verdwijning |
| --------------------- | -------------------- | -------------------------------- | ---------------------------------------------------------------- | --- |
| Jaan Bakkal           | Diverse kinderen     | 2021-heden                       | 5040-heden                                                       | |
| Jacky Baelemans       | Dirk Lavrysen        | 2001-2006                        | 987-1993                                                         | Uit beeld verdwenen |
| Jacques De Coster     | Kris Cuppens         | 1999                             | 617-659                                                          | Vloog de gevangenis in |
| † Jacques Pieters     | Peter Van De Velde   | 2018, 2019-2021                  | 4387-4479, 4548-4803, 4838-5000, 5025-5040, 5041 (stem), Secrets | Neergeschoten door Tim en ter plekke overleden                                                                                          |
| Jacques Van Ginderen  | Jakob Beks           | 2005-2006, 2007                  | 1870-2024                                                        | Weggevlucht met Betty om een nieuw leven te beginnen                                                                                    |
| Jamilah               | Sherinne Bouchaala   | 2024                             | 5746-?                                                           | Uit beeld verdwenen |
| † Jan Reimers         | Dirk Tuypens         | 2003-2004                        | 1377-1644                                                        | Vermoord door Werner |
| Jana Blomaert         | Joy Anna Thielemans  | 2012-2017                        | 3123-4145                                                        | Vertrokken naar Boston voor de trouw van haar vader en heeft door problemen thuis beslist om niet meer terug te keren                   |
| † Jasper Berens       | Kristof Verhassel    | 2019-2020                        | 4652-4762, 4836-4858                                             | Vermoord door Jacques |
| † Jean-Marc Weemaels  | Kenny Verelst        | 2024-2025                        | 5673-5691, 5753-5754, 5789-5790, 5800, 5809-5810                 | Per ongeluk neergestoken door Karin |
| Jean-Marie Vandam     | Ben Segers           | 2009                             | 2586-2600                                                        | Weggevlucht na slippertje met Simonne                                                                                                   |
| Jean-Paul Vervust     | Marc Schillemans     | 1996                             | 64-89                                                            | Uit beeld verdwenen |
| Jean-Pierre De Ruyter | Herbert Flack        | 1997-2003                        | 461-1435                                                         | Weggevlucht naar Portugal met groot fortuin                                                                                             |
| Jef Van Hout          | Elias Bosmans        | 2021                             | 4980-5050                                                        | Vertrokken met Emma naar Peru |
| † Jelena Leshi        | Kalina Malehounova   | 2010                             | 2712-2820                                                        | Neergeschoten door Youri |
| Jelle Cavens          | Yoeri Lewijze        | 2003                             | 1371-1454, 1485-1514                                             | Uit beeld verdwenen |
| Jelle Naessens        | Rocco Lubrano        | 2019-2021                        | 4717-4775, 4919, 4967                                            | Uit beeld verdwenen |
| † Jenny Verbeeck      | Janine Bischops      | 1995-2003, 2003-2005, 2005-2016  | 1-1409, 1435-1780, 1836-4037                                     | Naar Marokko vertrokken nadat ze vernam dat haar dochter Bianca een gebroken been had en daar gestorven aan een hartaanval in afl. 4145 |
| † Jens De Belder      | Jelle Cleymans       | 2008-2015                        | 2357-2363, 2394-3114, 3124-3167, 3214-3569, 3620-3895            | Aangereden op straat door Paulien, overleden in het ziekenhuis                                                                          |
| Jesse                 | Aaron De Veene       | 2019-2020                        | 4705-4805                                                        | Uit beeld verdwenen |
| Jessica Engels        | Ditte Jaspers        | 2016-2017                        | 3947-4292                                                        | Teruggekeerd naar haar ouders na breuk met Ann                                                                                          |
| Jetteke               | Paula Semer          | 2006                             | 1894-1940                                                        | Gaan samenwonen bij Arthur |
| Joeri Verbist         | Wim Peters           | 1997-2003                        | 337-1450                                                         | Vertrokken naar Madrid |
| † Johan Mortier       | Arthur Semay         | 2001-2002                        | 1099-1136                                                        | Overleden aan een overdosis op de plaats waar vroeger zijn zoon verongelukt is.                                                         |
| † John                | Wim De Pauw          | 2022, 2023                       | ?-5256, 5462-5475                                                | Neergeschoten door Maité en ter plekke overleden                                                                                        |
| John De Brabander     | Pierre Callens       | 1996                             | 9-54, 85                                                         | Aan de deur gezet door Ann nadat bleek dat hij nog getrouwd was                                                                         |
| Jonas                 | Hein Blondeel        | 2008-2009                        | 2480-2589                                                        | Uit beeld verdwenen na vertrek van Sam en Dorien                                                                                        |
| Joren De Witte        | Mathieu Carpentier   | 2017-2023                        | 4303-5473                                                        | Verhuisd naar Amerika |
| Jos Sanders           | Luc Springuel        | 1996, 1998                       | 135-138, 292-298, 417-460                                        | Uit beeld verdwenen na onderzoek naar de moord op Neil                                                                                  |
| Josée Beyers          | Lilianne Dorekens    | 1999                             | 655, 720-730                                                     | Ontslagen als kuisvrouw bij Marianne |
| Judith Van Santen     | Katrien De Ruysscher | 2012-2014, 2015-heden            | 3266-3650, 3744-heden                                            | |
| Julia Van Capelle     | Myriam Bronzwaar     | 2007-2014, 2014-2016, 2017, 2018 | 2194-2200, 2230-3573, 3677-4085, 4148-4255, 4410-4444            | Opgesloten in de psychiatrie |
| Julian                | Rob Van der Auwera   | 2018                             | Enkel in Secrets                                                 | Einde Secrets |
| Julie Van Sevenant    | Ellen Van Cutsem     | 2007                             | 2223-2295                                                        | Samen met Werner, Eva en Nand naar Zuid-Afrika vertrokken                                                                               |
| Julie Van Sevenant    | Diverse baby's       | 2000-2002                        | 924-1235                                                         | Vervangen door een andere actrice |
| Junes Bakkal          | Aboubakr Bensaihi    | 2017, 2018                       | 4140, 4210-4290, 4409-4425                                       | Vertrokken |

## K
| Personage                            | Acteur                 | Periode                                                          | Afleveringen | Reden verdwijning                                                   |
| ------------------------------------ | ---------------------- | ---------------------------------------------------------------- | --- | ------------------------------------------------------------------- |
| Kaat Bomans (voorheen Franky Bomans) | Leen Dendievel         | 2016-2019, 2025                                                  | 3923, 3947, 3960-4512, 4589-4698, 5778-5805                                                                                    | Naar een afkickkliniek in Portugal                                  |
| Karel Briers                         | Robert Borremans       | 1996                                                             | 13-69 | Uit beeld verdwenen                                                 |
| Karel Van De Wiele                   | Walter Quartier        | 2002-2003                                                        | 1322-1371 | Vertrokken na dood van Rogerke                                      |
| Karima Bakkal                        | Nadia Abdelouafi       | 2015                                                             | 3688-3709, 3740-3770 | Uit beeld verdwenen, nadien gespeeld door andere actrice            |
| Karima Bakkal                        | Tania Cnaepkens        | 2023, 2025                                                       | 5390, 5475, 5825 | Uit beeld verdwenen na de begrafenis van Adil                       |
| Karin Baert                          | Kadèr Gürbüz           | 2000, 2002, 2004, 2005, 2006, 2007, 2009, 2013, 2014, 2016-heden | 760-771, 1086-1094, 1314, 1540, 1799-1819, 1967, 1996-1997, 2078-2108, 2149, 2190, 2656-2657, 3399-3419, 3598-3625, 3907-heden |                                                                     |
| † Kasper Adayef                      | Mattias Van de Vijver  | 2005-2008, 2012                                                  | 1910-2445, 3169-3229 | Gestorven aan ernstige verwondingen na een val                      |
| Katleen De Belder                    | Anke Helsen            | 2015-2016, 2019                                                  | 3894-3904, 4667 | Vertrokken om een nieuwe start te nemen                             |
| Kato Vinck                           | Lindsy Dias            | 2018                                                             | 4417-4424, Secrets | Einde Secrets                                                       |
| Katrien Snackaert                    | Lotte Vannieuwenborg   | 2008-2012, 2015, 2022                                            | 2325-3578, 3749-3755, 5296-5340                                                                                                | Terug naar het buitenland vertrokken                                |
| † Katy Mertens ('Sofia Ledoux')      | Anneke Van Hooff       | 2023                                                             | 5538-5560 | Overleden in een auto-ongeluk nadat ze de echte Sofia had vermoord. |
| Kerem                                | Sepp Hendrix           | 2025                                                             | 5849-5854 | Uit beeld verdwenen nadat Robin uit de instelling mocht.            |
| Kevin Colpaert                       | Thomas Claessens       | 2011                                                             | 3006-3035 | Uit beeld verdwenen nadat hij zijn beloofde geld gekregen had       |
| Kevin Colpaert                       | Robrecht Vanden Thoren | 2009                                                             | 2607, 2651-2652 | Vervangen door een andere acteur                                    |
| † Kobe Baert                         | Reynout Dekimpe        | 2021-2022                                                        | 5056-5256 | Overleden na auto-ongeval                                           |
| † Kobe Baert                         | Sid Van Oerle          | 2016-2021                                                        | 4109-5055 | Vervangen door een andere acteur                                    |
| Kris Moreels                         | Ann Esch               | 2008-2010                                                        | 2448-2870 | Ging in garage werken                                               |
| Kristien Michiels                    | Els Olaerts            | 1999                                                             | 556-571 | Vertrokken na de verdwijning van Harry en Clio                      |
| Kristien Michiels                    | Katrien Meganck        | 1996                                                             | 93-98 | Uit beeld verdwenen na bezoekje bij haar zus Ingrid                 |
| Kristoff Verbist                     | Michael De Cock        | 1997-1999, 2000-2001                                             | 301-740, 853-1000 | Gevlucht naar Zuid-Afrika                                           |
| † Kurt Van Damme                     | Dries Vanhegen         | 2013-2014                                                        | 3340-3564 | Na een gevecht met Waldek in een rivier gevallen en verdronken      |

## L
| Personage             | Acteur                | Periode               | Afleveringen                                                                                 | Reden verdwijning                                                         |
| --------------------- | --------------------- | --------------------- | -------------------------------------------------------------------------------------------- | ------------------------------------------------------------------------- |
| Lander Mertens        | Andy Van Kerschaver   | 2018-2019             | 4470-4543                                                                                    | In de gevangenis na gijzeling van Olivia en Sandrine                      |
| Lauren De la Faille   | Eve van Avermaet      | 2018                  | Enkel in Secrets                                                                             | Einde Secrets                                                             |
| Lena Blondeel         | Katrien Vandendries   | 2014-2016, 2017       | 3564-3569, 3621-3900, 4130                                                                   | Na de dood van Jens naar New York vertrokken voor haar werk               |
| Lena Boons            | Tine Laureyns         | 2008-2009, 2010, 2011 | 2391, 2501-2536, 3001-3089                                                                   | Ontslagen nadat ze Guy wilde verleiden                                    |
| Lenny                 | Maarten Goffin        | 2009                  | 2525-2550                                                                                    | Terug naar Zuid-Afrika vertrokken                                         |
| Leo Vereken           | Diverse kinderen      | 2019-2024             | 4665-5626, 5693-5725                                                                         | verhuisd met Tamara en Dries                                              |
| † Leo Vertongen       | Walter Moeremans      | 2008-2021             | 2330-5044                                                                                    | Overleden aan de gevolgen van een beroerte                                |
| Leon Raemaekers       | Willy Vandermeulen    | 1996                  | 51-66                                                                                        | Verhuisd naar Frankrijk met Agnes                                         |
| † Leontien Vercammen  | Marijke Hofkens       | 1996-2007, 2013       | 94-2306, 3393, 3394 en 3395 (stem alleen)                                                    | Met Lowie naar Mexico gevlucht, daar later omgekomen bij een auto-ongeval |
| Lexi Waeyaert         | Belinda Voorspoels    | 2019-2021             | 4695-??                                                                                      | Uit beeld verdwenen                                                       |
| Lieselot              | Charlotte Boudry      | 2024                  | 5562-5565                                                                                    | Afgewezen door Lowie                                                      |
| † Lieven Cremers      | Wim Danckaert         | 2024                  | 5735-5766                                                                                    | Overleden nadat hij struikelde van de trap                                |
| Liliane Deroep        | Marleen Maes          | 1996-2000             | 150-765                                                                                      | Uit beeld verdwenen                                                       |
| Lilly Somers          | Monika Dumon          | 2002-2006             | 1307-1379, 1465, 1508-1573, 1656-1660, 1692-1714, 1737-1822, 1874-1886, 2045-2049, 2082-2083 | Verdwenen na verkrachtingszaak                                            |
| Linda Lievens         | Mieke Bouve           | 1999-2001             | 661-1000                                                                                     | Opgepakt door de politie, ontsnapt en gevlucht naar Zuid-Afrika           |
| Lotte Van Baelen      | Liesbeth Adriaenssens | 2001                  | 974-1000                                                                                     | gevlucht naar Zuid-Afrika                                                 |
| Lou Swertvaeghers     | Koen De Bouw          | 1996-1998             | 95-394                                                                                       | Vertrokken met Ann naar het buitenland                                    |
| Louise Goorman        | Aafke Bruining        | 2003, 2003-2004       | 1419-1423, 1494-1624                                                                         | Uit beeld verdwenen                                                       |
| Lowie Bomans          | Mathias Vergels       | 2012-2025             | 3275-4030, 4069-4070, 4166-5861                                                              | Verhuisd met Polly naar Portugal in de buurt van haar adoptiemoeder       |
| Lowie Bomans          | Diverse kinderen      | 2003-2007             | 1435-2306                                                                                    | Vervangen door vaste acteur                                               |
| † Luc Bomans          | Mark Willems          | 1996-2018             | 65-4430                                                                                      | Overleden in zijn slaap                                                   |
| Lindsay 'Lyn' Cremers | Kim Van Oncen         | 2024-heden            | 5686-heden                                                                                   |                                                                           |
| Luca                  | Jonah Flachet         | 2024                  | 5697-5763                                                                                    | Uit beeld verdwenen                                                       |
| † Lucas De Grote      | Diverse kinderen      | 2014-2016             | 3540-3934                                                                                    | Overleden na een ongeval met een gesaboteerde bestelwagen                 |
| Ludo De Backer        | Bart Slegers          | 2007-2008             | 2221-2415                                                                                    | Uit beeld verdwenen na vertrek Dorien en Sam                              |
| Lynn Courtois         | Abigail Abraham       | 2011-2013             | 3041, 3079-3190, 3221-3242, 3268-3393                                                        | Vertrokken om ergens anders opnieuw te beginnen                           |

## M
| Personage               | Acteur                | Periode               | Afleveringen                                                                      | Reden verdwijning                                                                      |
| ----------------------- | --------------------- | --------------------- | --------------------------------------------------------------------------------- | -------------------------------------------------------------------------------------- |
| Maaike Mertens          | Liesbeth Adriaenssens | 2005-2006             | 1892-2000                                                                         | Vertrokken na breuk met Eric                                                           |
| † Maarten               | Jaap van Veen         | 2018                  | Enkel in Secrets                                                                  | Overleden tijdens skireis                                                              |
| † Maarten Reimers       | Tom De Hoog           | 2003-2007             | 1337-1393, 1435-1475, 1504-1540, 1631-1730, 1772-1777, 1952-1959, 2025, 2055-2221 | Omgekomen in een brand                                                                 |
| Madeleine Rousseau      | Camilia Blereau       | 2004                  | Afscheid van Florke                                                               | Uit beeld verdwenen na de begrafenis van Florke                                        |
| † Madeleine Vercauteren | Alice Toen            | 2010-2012             | 2852-2870, 2903-2929, 3025-3062, 3178-3185, 3236-3260                             | Gestorven aan overdosis insuline                                                       |
| Magda Clerkx            | Veerle Eyckermans     | 2004-2005             | 1655-1875                                                                         | Uit beeld verdwenen na ontknoping van de verkrachtingszaak                             |
| Maité Santens           | Sara Gracia Santacreu | 2023                  | 5381-5532                                                                         | Uit beeld verdwenen na haar bekentenis aan Dieter                                      |
| † Manfred Stein         | Pol Goossen           | 2006                  | 1910, 1960-2026                                                                   | Vermoord door Bonnie                                                                   |
| Manon Raeman            | Kristine Van Pellicom | 2003-2005             | 1638-1825                                                                         | Verhuisd naar New York wegens haar werk                                                |
| Marcel Delmere          | Bert André            | 2002                  | 1147-1163                                                                         | Uit beeld verdwenen                                                                    |
| Marcella                | Ria Cassauwers        | 1998-2002             | 401-1232                                                                          | Uit beeld verdwenen                                                                    |
| Marianne Bastiaens      | Leah Thys             | 1995-heden            | 4-24, 52-3861, 3895-heden                                                         |                                                                                        |
| Marie Van Goethem       | Patsy Van der Meeren  | 1998-2008, 2025-heden | 538-559, 600-609, 745-756, 797-2350, 5816-heden                                   |                                                                                        |
| Marijke Wouters         | Suzanne Saerens       | 1996-1998             | 144-224, 278-308, 334-335, 375-377                                                | Uit beeld verdwenen                                                                    |
| Mark Van Den Bakker     | Luk De Koninck        | 1996                  | 74-84                                                                             | Uit beeld verdwenen                                                                    |
| Mark Vereken            | Rudolph Seghers       | 2016-2018             | 3989-4014, 4116-4125, 4520                                                        | Uit beeld verdwenen                                                                    |
| Marleen Van Rooye       | Anneleen Cooreman     | 2007                  | 2233-2273                                                                         | Gearresteerd                                                                           |
| Martha                  | Annemarie Picard      | 2011-2012             | 3067-3174                                                                         | Uit beeld verdwenen nadat ze niet meer welkom was bij Nancy en Eddy                    |
| Marthe                  | Chloé Beniest         | 2023                  | 5430-5449                                                                         | Uit beeld verdwenen                                                                    |
| Martje                  | Paula Sleyp           | 1997                  | 250-260                                                                           | Buitengegooid door Florke                                                              |
| Marlies Bloemendael     | Peggy De Landtsheer   | 2002                  | 1220-1290                                                                         | Gearresteerd wegens fraude                                                             |
| Martine Lefever         | Christel Domen        | 2002-2009             | 1281-2590                                                                         | Vertrokken op wereldreis met Eric                                                      |
| † Mathilde Reimers      | Kristine Arras        | 2003-2007             | 1399-1455, 1495-1825, 1958-2220                                                   | Vergiftigd door Maarten                                                                |
| Mats Thijsen            | Remi De Smet          | 2024                  | 5636-5700, 5741-5759                                                              | Uit beeld verdwenen                                                                    |
| † Maureen               | Tania Poppe           | 2024                  | 5611-5626                                                                         | Overleden nadat Bob haar boot liet ontploffen                                          |
| Max Maertens            | Leendert De Vis       | 2011                  | 2931-2943, 2968-3004                                                              | Vertrokken nadat Franky de relatie stopzette                                           |
| Mayra Magiels           | Muriel Bats           | 2011-2018, 2019       | 2977-4452, 4545-4553                                                              | Vertrokken naar Kaapverdië                                                             |
| Michael Bastiaens       | Govert Deploige       | 2002-2004, 2007       | 1327-1329, 1360-1581, 1614-1825, 2190-2224                                        | Verhuisd voor AZG                                                                      |
| † Mike Van Notegem      | Peter Bastiaensen     | 2008                  | 2398-2501                                                                         | Neergestoken door Eric                                                                 |
| Mira                    | Martine De Kok        | 1999-2000             | 552-780                                                                           | Relatiebreuk met Joeri                                                                 |
| † Mo Fawzi              | Noureddine Farihi     | 1999-2011             | 665-2990                                                                          | Verhuisd met Bianca en Robin naar Marokko en daar later omgekomen bij een auto-ongeluk |
| Mohammed                | Omar Ouali            | 2025-heden            | 5829-5849                                                                         | Uit beeld verdwenen nadat Robin uit de instelling mocht.                               |

## N
| Personage        | Acteur               | Periode    | Afleveringen                     | Reden verdwijning                                                                                                   |
| ---------------- | -------------------- | ---------- | -------------------------------- | --- |
| Nadine           | Nicky Langley        | 2024       | 5734-5738                        | uit beeld verdwenen                                                                                                 |
| Nancy De Grote   | Ann Pira             | 2003-heden | 1467-1475, 1607-1725, 1879-heden | |
| Nand Reimers     | Diverse kinderen     | 2006-2007  | 1771-2295                        | Vertrokken met Werner en Eva naar Zuid-Afrika                                                                       |
| Nathalie         | Anik Vandercruyssen  | 2022-2024  | 5303-5685                        | Uit beeld verdwenen na de rechtszaak van Marianne                                                                   |
| † Neil Feyaerts  | Gert Lahousse        | 1995-1997  | 10-30, 163-292, 325-327, 431     | Vermoord door Jenny                                                                                                 |
| Nele             | Katrien De Ruysscher | 2006       | 2048-2100                        | Uit beeld verdwenen                                                                                                 |
| Nicky De Neve    | Annabet Ampofo       | 2018       | 4349-4449, Secrets               | Uit beeld verdwenen                                                                                                 |
| Niels Le Grand   | Wannes Lacroix       | 2021-heden | 5055-heden                       | |
| Nina Oostvoghels | Daisy Van Praet      | 2021       | 4980-5055                        | Gevlucht met Yasmine                                                                                                |
| Nina Oostvoghels | Clara Cleymans       | 2010-2011  | 2756-2965                        | Vertrok naar het buitenland na breuk met Peter en plunderde zijn bankrekening nadat hij gevoelens voor Femke toegaf |
| Nona Sareno      | Daisy Nieddu         | 2007-2008  | 2198-2445                        | Gedumpt door het vertrek van Kasper                                                                                 |
| Nora Amrani      | Amara Reta           | 2021-2023  | 4943-5445                        | Verhuisd naar Zwitserland                                                                                           |

## O
| Personage         | Acteur             | Periode              | Afleveringen                          | Reden verdwijning                                            |
| ----------------- | ------------------ | -------------------- | ------------------------------------- | ------------------------------------------------------------ |
| † Odette Julémont | Julienne De Bruyn  | 2008, 2014           | 2313-2338, 3599                       | Verbleef in de Ardennen en is daar in een rusthuis overleden |
| Olivia Hoefkens   | Moora Vander Veken | 2014-2019, 2020-2021 | 3521-3553, 4700, 4754-4757, 4917-4926 | Voorgoed verhuisd naar Boston                                |
| Olivier Das       | Mike Wauters       | 2023, 2024, 2025     | ?-5451, 5754, 5789-5790               | Uit beeld verdwenen na uitspraak rechtszaak Britt            |

## P
| Personage                   | Acteur                    | Periode                                                 | Afleveringen                                                   | Reden verdwijning                                                       |
| --------------------------- | ------------------------- | ------------------------------------------------------- | -------------------------------------------------------------- | ----------------------------------------------------------------------- |
| Patrick Backaert            | Yves Van den Bogaert      | 2018                                                    | 4477-4482                                                      |                                                                         |
| † Patrick 'Patje' Berghmans | Gunter Reniers            | 2022-2023                                               | 5242-5430                                                      | Overleden door ontploffing van een politiecombi                         |
| Patrick Derijcke            | Mark Vandenbos            | 1998, 2000-2001                                         | 451-480, 929-952, 1085-1121                                    | uit beeld verdwenen                                                     |
| Paul Dewals                 | Erik Burke                | 1996-1997, 1997, 1998, 2003-2004, 2007                  | 140-222, 312-320, 382-400, 426-460, 1508-1535, 2117-2140       | Uit beeld verdwenen                                                     |
| † Paulien Snackaert         | Tina Maerevoet            | 2008-2012, 2013-2022                                    | 2325-3215, 3438-5335                                           | Op een glazen tafel gevallen en later overleden aan haar verwondingen   |
| Peggy Verbeeck              | Sally-Jane Van Horenbeeck | 1995-1997, 1998-1999, 2000, 2002, 2006, 2008-2016, 2018 | 1-265, 434-705, 825-910, 1295, 2035-2045, 2413-4030, 4483-4484 | Naar Portugal verhuisd                                                  |
| Pepijn                      | Mout Uyttersprot          | 2008                                                    | 2365-2386                                                      | Vertrokken toen Aisha weer met Youssef samen was                        |
| Peter Vlerick               | Geert Hunaerts            | 2007-heden                                              | 2255-heden                                                     |                                                                         |
| Phile Ceulemans             | Bert Vannieuwenhuyse      | 1998-1999                                               | 468-554, 582-584, 641-655                                      | Uit beeld verdwenen                                                     |
| Philippe Bertels            | Tom Van Bauwel            | 2003                                                    | 1445-1464                                                      |                                                                         |
| Philippe Haegemans          | Arno Moens                | 2018-2019, 2022, 2023, 2024                             | 4464-4496, 4607, 4633, 4658-4659, 5340, 5503-5507, 5718-5732   | Uit beeld verdwenen                                                     |
| Pierre Snackaert            | Jos Van Geel              | 2008-2009                                               | 2472-2622, 2686-2687                                           | Verdwenen na breuk met Julia                                            |
| † Pierre Vinck              | Jan Schepens              | 1999-2000                                               | 766-915                                                        | Doodgeschoten door Linda                                                |
| † Pieter-Jan                | Alex Van Stratum          | 1996                                                    | 105-134                                                        | Omgekomen in een zelf aangestoken brand in de stallen van "Ter Smissen" |
| Pol Tibbax                  | Leo Dewals                | 1997-1998                                               | 327-460                                                        | Uit beeld verdwenen na onderzoek naar de moord op Neil                  |
| Polle                       | Sara Van Hoezen           | 1998-1999                                               | 493-655                                                        | Uit beeld verdwenen                                                     |
| Polly Bomans                | Diverse baby's            | 2023-2024, 2025                                         | 5484-5626, 5857-5861                                           | Met haar papa terug naar Portugal verhuisd                              |

## Q
| Personage | Acteur | Periode | Afleveringen | Reden verdwijning |
| --------- | ------ | ------- | ------------ | ----------------- |

## R
| Personage                           | Acteur             | Periode               | Afleveringen                                                 | Reden verdwijning                                                                                         |
| ----------------------------------- | ------------------ | --------------------- | ------------------------------------------------------------ | --- |
| Rafaël Campo                        | Maarten Claeyssens | 2011-2012             | 2945-2960, 2986-3139                                         | Wordt in een instelling geplaatst na een steekincident met Peter                                          |
| Rami Aslan                          | Begir Memeti       | 2024-heden            | 5687-heden                                                   | |
| Rayan                               | Karel Janzen       | 2024                  | 5636-5708                                                    | Gearresteerd en geschorst nadat hij Thérèse aanviel met een mes                                           |
| Rebecca De Taeye                    | Vicky Florus       | 1996-1998             | 100-171, 198-267, 317-421                                    | Uit beeld verdwenen                                                                                       |
| Reggie                              | Brecht Callewaert  | 2002                  | 1171-1214, 1248-1315                                         | Opgepakt wegens diefstal                                                                                  |
| † Reinhilde Deploige                | Greet Rouffaer     | 2019-2020             | 4660-4875                                                    | Naar Spanje vertrokken en daar later vermoord door Jacques                                                |
| Renée Coppens                       | Ina De Winne       | 2015-2017             | 3822-4222, 4306                                              | Uit beeld verdwenen                                                                                       |
| Renzo Fierens                       | Frank Van Erum     | 2004-2006, 2014-2018  | 1658-2000, 3639-4415                                         | Verhuisd naar Zuid-Frankrijk                                                                              |
| Ria Verbaendert                     | Sien Diels         | 2003-2004             | 1460-1624                                                    | Verdwenen na breuk met Dré                                                                                |
| Robbe Canaerts                      | Axel Daeseleire    | 1996-1998, 1999       | 48-265, 456-460, 697-705                                     | Weer vertrokken naar zijn werk in het buitenland                                                          |
| † Robert Reimers                    | Rikkert Van Dijck  | 2003-2006             | 1400-2060                                                    | Vergiftigd door Mathilde                                                                                  |
| Robert Swerts (voorheen Jan Swerts) | Hans De Munter     | 1998, 2002, 2004-2005 | 430-460, 1595-1876                                           | Opgepakt wegens verkrachting                                                                              |
| † Robert Vercammen                  | Sjarel Branckaerts | 1996-1997             | 33-234                                                       | Omvergereden door Rudi Sterckx                                                                            |
| Robin Bomans                        |                    |                       |                                                              | |
| Kobe Debie                          | 2024-heden         | 5707-heden            |                                                              | |
| Frits De Ruyter                     | 2019-2024          | 4714-5687             | Tijdelijk naar Marokko en later vervangen door andere acteur | |
| Diverse kinderen                    | 2010-2011          | 2806-2990             | Verhuisd met Bianca Bomans en Mo Fawzi naar Marokko          | |
| † Robrecht Callier                  | Pieter Casteleyn   | 2021-2022             | 5067-5211                                                    | Van de trap geduwd door Stefaan en overleden aan verwondingen                                             |
| † Roger Van De Wiele                | Oswald Maes        | 1996-2002             | 182-1335                                                     | Overleden tijdens een hartoperatie                                                                        |
| Roland Du Champs                    | Erwin Van De Put   | 2022                  | 5147-5180                                                    | Verhuisd                                                                                                  |
| Rosa Verbeeck                       | Annick Segal       | 1995-heden            | 1-heden                                                      | |
| † Roxanne Goethals                  | Eve Van Avermaet   | 2020-2021             | 4840, 4899-4971                                              | Vermoord, vermoedelijk door Jacques                                                                       |
| Ruben Huisman                       | Wim Van de Velde   | 2016-2017             | 4002-4200                                                    | Met Chiara vertrokken naar Stanford nadat hij een aanbieding kreeg om daar aan de universiteit te doceren |
| Rudi Demoor                         | Gert Lahousse      | 2008                  | 2335-2344                                                    | Uit beeld verdwenen                                                                                       |
| Rudi Sterckx                        | Jos Geens          | 1996-1999             | 30-701                                                       | Uit beeld verdwenen, later bleek hij ontslag genomen te hebben bij Vercammen                              |

## S
| Personage              | Acteur                 | Periode              | Afleveringen                 | Reden verdwijning                                                                       |
| ---------------------- | ---------------------- | -------------------- | ---------------------------- | --------------------------------------------------------------------------------------- |
| Saartje Bos            | Margot Vyverman        | 2009-2010            | 2669-2779                    | Verdwenen na zelf opgezette examenfraude                                                |
| Sabine Verbist         | Herlinde Hiele         | 1999-2001            | 665-875, 911-1131, 1185-1190 | vertrokken naar Zuid-Afrika                                                             |
| Sam Bastiaens          | Ronny Daelman          | 2002-2009            | 1281-2589                    | Vertrokken met Dorien naar Lanzarote                                                    |
| † Sam De Witte         | An Vanderstighelen     | 2013-2025            | 3437-4604, 4724-5777         | Overleden aan hersentrauma na een zware klap op het hoofd door Lieven Cremers           |
| Sandra Nauwelaerts     | Ilse Van Hoecke        | 2000                 | 784-?                        | Uit beeld verdwenen                                                                     |
| † Sandrine De Decker   | Marie Robyns           | 2018-2019            | 4508-4548                    | Overleden aan schotwonde                                                                |
| † Sandrine De Decker   | Diverse kinderen       | 2009-2018            | 2580-4501                    |                                                                                         |
| † Sandrine Verbeelen   | Karolien De Beck       | 2006-2008            | 2049-2330                    | Gestorven aan een hersenbloeding                                                        |
| Sarah                  | Hannelore Vanthuyne    | 2024-2025            | 5752-...                     |                                                                                         |
| Sarah Wouters          | Sofie Segebarth        | 1997-1998            | 251-298, 330-342, 411-421    | Afgewezen door Tom                                                                      |
| Sasha Bergmann         | Saar-Niragire De Groof | 2024                 | 5690-5698                    | Uit beeld verdwenen nadat Leo en Tamara herenigd waren                                  |
| Selin                  | Idalie Samad           | 2025-heden           | 5897-heden                   |                                                                                         |
| Senne                  | Werner De Smedt        | 2000-2002            | 984-1240                     | Gedumpt door Eva en Marie                                                               |
| Serge De Keukeleire    | Filip Peeters          | 1997-1998            | 237-262, 323-325, 418-423    | Uit beeld verdwenen                                                                     |
| Serge Narmont          | Claude de Burie        | 2010                 | 2919-2935                    | Vertrokken omdat Julia geen relatie met hem wilde                                       |
| Silke Dorade           | Chadia Cambie          | 2014                 | 3548-3636                    | Uit beeld verdwenen                                                                     |
| Silke Le Grand         | Ivana Noa Batchvarov   | 2021-2024            | 5055-5742                    | Voorgoed verhuisd naar Den Haag                                                         |
| Silke Van Haeckendover | Line Ellegiers         | 2018                 | 4375-4395                    |                                                                                         |
| Simonne Backx          | Marleen Merckx         | 1995-heden           | 3-heden                      |                                                                                         |
| † Sofie Bastiaens      | Lien Van de Kelder     | 2002-2008            | 1281-2104, 2276-2415         | Na een verdwijning gewurgd teruggevonden in een grot in de Ardennen (gewurgd door Mike) |
| Sofie Deprez           | Machteld Timmermans    | 2000                 | 851-890                      | Verdwenen na het onderzoek naar de dader van Fernands dood                              |
| Sonja De Backer        | Misée Wyns             | 2007-2008            | 2221-2415                    | Uit beeld verdwenen na vertrek Dorien en Sam                                            |
| Stan Van Damme         | Lennart Lemmens        | 2019-2021            | 4618-5040                    | Vertrokken op legermissie in Mali                                                       |
| Stan Van Damme         | Jannes Coessens        | 2012-2019            | 3266-4461, 4493-4594         | Vervangen door andere acteur                                                            |
| Stefaan Le Grand       | Marc Stroobants        | 2021-2022            | 5076-5254                    | Uit beeld verdwenen                                                                     |
| Steve Desmyter         | Frederik Imbo          | 2000                 | 752-777                      | Gearresteerd na aanranding van Valerie                                                  |
| Steven                 | Jeroen Maes            | 1996                 | 12-83                        | Uit beeld verdwenen                                                                     |
| † Steven Lambrechts    | Ben Van Ostade         | 2017-2019            | 4199-4622                    | Euthanasie gepleegd                                                                     |
| Stijn De Belder        | Kwinten Van Heden      | 2011                 | 2965-3020                    | Vertrekt voor zijn studies naar Londen na afwijzing van Katrien                         |
| Sunny Addo             | Prince K. Appiah       | 2024-heden           | 5604-heden                   |                                                                                         |
| Sylvain Geens          | Wim Danckaert          | 2004-2005, 2008-2009 | 1631-1911, 2421-2597         | Uit beeld verdwenen na de zaak Mike                                                     |

## T
| Personage              | Acteur            | Periode               | Afleveringen                                                                 | Reden verdwijning                                                                                             |
| ---------------------- | ----------------- | --------------------- | ---------------------------------------------------------------------------- | --- |
| Tamara Vereken         | Tine Priem        | 2016-2024             | 3947-5725                                                                    | Verhuisd met Dries                                                                                            |
| † Tania Tibergyn       | Katrien De Becker | 2018-2022             | 4457-5205                                                                    | Overleden aan een overdosis methamfetamine in haar drankje                                                    |
| Thérèse Addo           | Dara Oguntubi     | 2024-heden            | 5636-heden                                                                   | |
| Thilly Van Santen      | Lauren Müller     | 2017-2018, 2019-heden | 4255-4372, 4474-4498, 4598-4629, 4659-4765, 4808-4832, 4866-5715, 5789-heden | |
| Thomas                 | Stijn Steyaert    | 2013                  | 3407-3415                                                                    | |
| Thomas Smith           | Wouter Van Lierde | 2015                  | 3754-3775, 3803-3807                                                         | Uit beeld verdwenen                                                                                           |
| Thomas Smith Jr.       | Hakim Chatar      | 2025                  | 5777-...                                                                     | |
| Tibo Timmermans        | Maxime De Winne   | 2011-2013, 2015       | 3027-3341, 3766-3770                                                         | Terug naar Amerika vertrokken                                                                                 |
| Tim Cremers            | Jeroen Lenaerts   | 2008-2009, 2010-heden | 2469-2645, 2735-heden, Tim undercover                                        | |
| Tom De Decker          | Wim Stevens       | 2009-heden            | 2551-heden                                                                   | |
| Tom De Decker          | Donald Madder     | 1995-2000             | 1-341, 396-783                                                               | Verhuisd naar het buitenland, kwam later terug als een andere acteur                                          |
| † Tony                 | Wim Van de Velde  | 2006                  | 1953-2010                                                                    | Gevlucht, later bleek hij gestorven te zijn                                                                   |
| Toon Vrancken          | Bill Barberis     | 2013-2017             | 3444-4161, 4235                                                              | Plots vertrokken omdat hij schrik had om een relatie aan te gaan met Kaat en haar zo te kwetsen               |
| Toumani 'Adam' Kiabaté | Claude Musungayi  | 2016                  | 4040-4090                                                                    | Vertrekt omdat het leven terug opbouwen met echtgenote Charité Doumbia en zoontje Joseph niet mogelijk blijkt |

## U
| Personage | Acteur | Periode | Afleveringen | Reden verdwijning |
| --------- | ------ | ------- | ------------ | ----------------- |

## V
| Personage                | Acteur              | Periode                         | Afleveringen                                                                                              | Reden verdwijning                                                                                               |
| ------------------------ | ------------------- | ------------------------------- | --- | --- |
| † Valerie Wijndaele      | Ann Ceurvels        | 1998-2002                       | 530-1235                                                                                                  | Verhuisd/gestorven in Australië                                                                                 |
| † Veerle Vanhoof         | Karin Tanghe        | 2014-2015, 2017-2019, 2022-2024 | 3665-3678, 3723, 3774, 3830-3832, 3874-3880, 4284, 4315-4318, 4362, 4596-4598, 4724, 5240-5438, 5707-5710 | Overleden in het woonzorgcentrum                                                                                |
| Vercruysse               | Jaak Van Assche     | 1997-1998                       | 235-262, 418-460                                                                                          | Uit beeld verdwenen                                                                                             |
| † Veronique Van Sevenant | Viv Van Dingenen    | 1996-2005                       | 136-1825                                                                                                  | Verdwenen in de woestijn. Later bekent Robert Swerts aan Marianne dat ze mogelijk in zijn opdracht is vermoord. |
| Vic Vlerick              | Louis Dekuyper      | 2024-heden                      | Seizoen 30-heden                                                                                          | |
| Vic Vlerick              | Diverse kinderen    | 2017-2024                       | 4126-heden                                                                                                | (Vervangen door vaste acteur)                                                                                   |
| Vicky Van Aert           | Marieke Dilles      | 2022-2023                       | 5263-5550                                                                                                 | Verhuisd naar de buurt van Ilias' revalidatiecentrum                                                            |
| † Victor 'Vic' Lindbergh | Wim Stevens         | 2003                            | 1360-1390                                                                                                 | Doodgeschoten door Isabelle                                                                                     |
| Viktor Corthout          | Raymond Bossaerts   | 2006-2008                       | 2089-2352                                                                                                 | Uit het huis gezet door Jenny                                                                                   |
| Vincent De Jager         | Jonas Vermeulen     | 2018                            | 4417-4449, Secrets                                                                                        | Einde Secrets                                                                                                   |
| Vincent 'Vince' Pauwels  | Gert Winckelmans    | 2022-2024, 2025-heden           | 5294-5694, 5798-heden                                                                                     | |
| Viv Van Rooy             | Lynn Van den Broeck | 2019-2024                       | 4679-4900, 4939-5749                                                                                      | Verhuisd naar Berlijn voor haar nieuwe job                                                                      |

## W
| Personage               | Acteur                | Periode         | Afleveringen                                | Reden verdwijning                                                 |
| ----------------------- | --------------------- | --------------- | ------------------------------------------- | ----------------------------------------------------------------- |
| Waldek Kozinski         | Bart Van Avermaet     | 2001-heden      | 1073-4456, 4497-heden                       |                                                                   |
| † Walter De Decker      | Rik Andries           | 1995-1997       | 1-213                                       | Gestorven aan hersenbloeding                                      |
| Walter Frans            | Karel Deruwe          | 2004-2006       | 1576-2025                                   | Verdwenen na ruzie                                                |
| Wendy Stuyven           | Anneke De Keersmaeker | 2015-2016, 2018 | 3745, 3774-3941, 3981, 4007-4040, 4402-4412 | Verhuisd naar Zuid-Frankrijk met Dylan                            |
| Werner Van Sevenant     | Peter Van Asbroeck    | 1997-2007       | 286-2295                                    | Verhuisd naar Zuid-Afrika met Eva                                 |
| William "Henri" Degreef | Luk De Koninck        | 2015-2016       | 3708-4034, 4070-4110                        | Gearresteerd na moord op Hélène en moordpoging op Marianne en Tom |
| † Willy Pleysier        | Marc Bober            | 2002-2004       | 1209-1410, 1498-1580                        | Euthanasie gepleegd                                               |
| Wim Daniels             | Kristof Verhassel     | 2006            | 2003-2065                                   | Uit beeld verdwenen                                               |
| Winnie                  | Ellen Van Oudenhove   | 2024-2025       | 5752-5825                                   | Uit beeld verdwenen na confrontatie met Robin                     |

## X
| Personage         | Acteur              | Periode | Afleveringen | Reden verdwijning            |
| ----------------- | ------------------- | ------- | ------------ | ---------------------------- |
| † Xander Tibergyn | Pieter-Jan De Paepe | 2020    | 4829-4872    | Uit noodweer gedood door Ann |

## Y
| Personage             | Acteur               | Periode              | Afleveringen                                     | Reden verdwijning                                                                 |
| --------------------- | -------------------- | -------------------- | ------------------------------------------------ | --------------------------------------------------------------------------------- |
| Yasmine Oostvoghels   | Amber Metdepenningen | 2021, 2022-heden     | 4980-5055, 5130, 5132, 5191-heden                |                                                                                   |
| Yissin                | Artuur Engels        | 2025                 | 5829-5846                                        | Uit beeld verdwenen nadat Robin uit de instelling mocht.                          |
| Youri Lavrov          | Lucas Tavernier      | 2010                 | 2710-2820                                        | Opgepakt door de politie                                                          |
| Youssef Bakali        | Ali Wauters          | 2007-2008            | 2137-2395                                        | Verhuisd naar Marokko met Aisha                                                   |
| Yves Akkermans        | Alexander van Bergen | 1998-2000            | 478-899                                          | Verdwenen nadat Rosa te weten kwam dat hij een relatie had met haar dochter Peggy |
| † Yvette De Schrijver | Chris Boni           | 2001-2005, 2006-2016 | 1066-1183, 1209-1770, 1821-1830, 2092-4063, 4091 | Overleden aan hartfalen                                                           |

## Z
| Personage     | Acteur          | Periode   | Afleveringen | Reden verdwijning                          |
| ------------- | --------------- | --------- | ------------ | ------------------------------------------ |
| Zahra Visine  | Céline Malyster | 2025      | 5573-5578    | Uit beeld verdwenen na behandeling van Sam |
| Zihame Amrani | Sofia Zaifri    | 2021-2023 | 4937-5470    | Verhuisd naar Zwitserland                  |
| Zoë           | Lena Majri      | 2025      | 5813-5825    | Uit beeld verdwenen                        |